# عبد المجيد الزين
عبد المجيد يوسف الزين

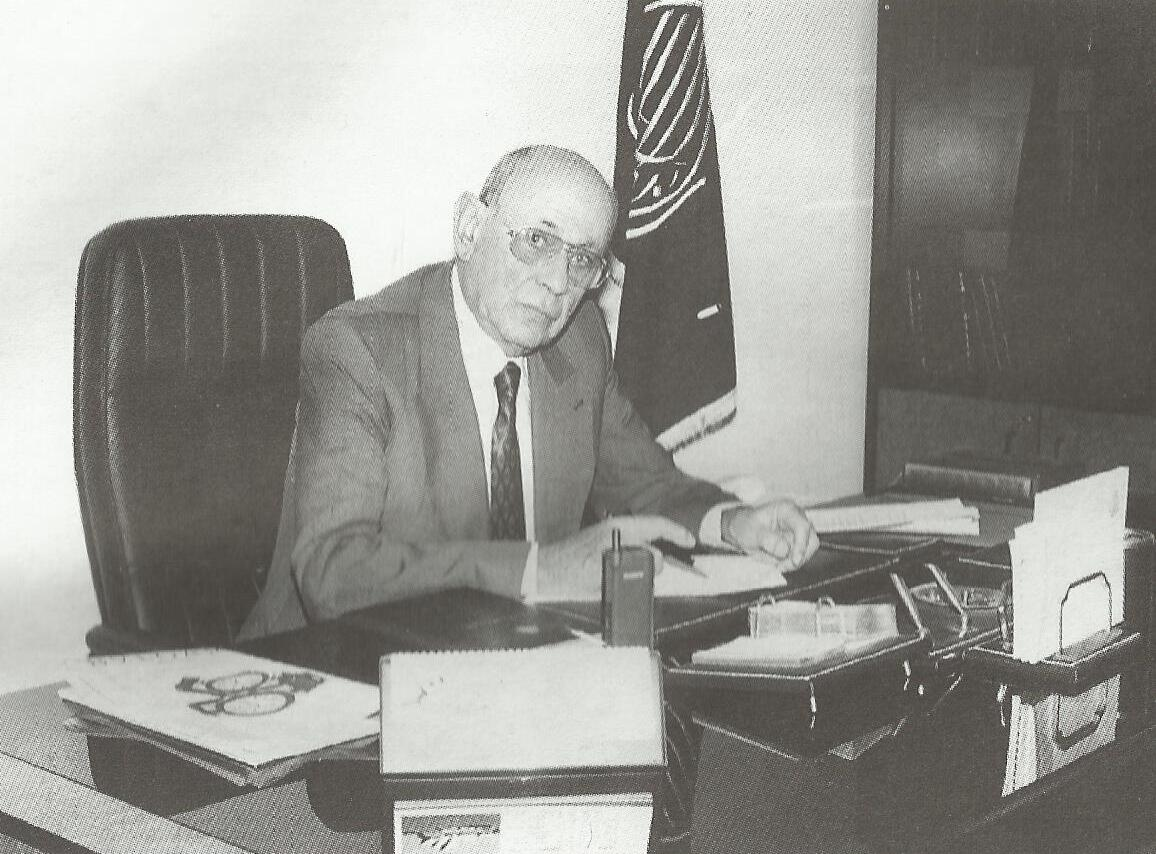
النائب اللبناني عبد المجيد الزين

سياسي لبناني وضابظ مستقيل في الأمن الداخلي اللبناني، من أسرة سياسية يعود جذورها إلى بلدة شحور العاملية، له العديد من الأعمال في المجال الاجتماعي والإنمائي.

## ولادته ونشأته
- هو ابن الزعيم السياسي العاملي (يوسف إسماعيل الزين)، ولد في بلدة كفررمان في 24 كانون الأول (ديسمبر) من العام 1925م.
- في مرحلة الطفولة درس سنتين في مدرسة (المس كساب).
- ثم انتقل إلى مدرسة دير مشموشة لمتابعة دراسته فيها.
- بعدها درس بضع سنين في معهد الفرير.
- وبعد معهد الفرير استقرّ في معهد الحكمة حيث تابع دراسته الثانوية.
- انتسب إلى الكلية الحربية في حمص.
- تزوّج من السيد وفاء توفيق شاهين وأنجبا شابين وثلاث فتيات.

## في السلك العسكري
- بعد انتهائه من الدراسة الثانوية، التحق بالسلك العسكري.
- انتسب للكلية الحربية في حمص وذلك في العام 1943م.
- تخرّج من الكلية الحربية في العام 1945م، والتحق بسلك الدرك اللبناني. وكان أول نقيب في الدولة اللبنانية يتسلّم زمام آمر سرية.
- في العام 1948م، رُقُي إلى رتبة ملازم أول.
- في العام 1952م، رُقُي إلى رتبة رقيب.
- في العام 1958م، رُقُي إلى رتبة مقدّم في الأمن الداخلي.
- في العام 1967م، استقال من السلك العسكري بسبب مضايقات تعرّض لها، حيث كانت الفصائل الفلسطينية آنذاك تحكم سيطرتها على اللعبة السياسية في لبنان، مما أدّى إلى وقف ترقياته بسبب مناهضته للفلسطينيين.
- توفيت زوجته في نفس العام الذي استقال فيه من السلك العسكري. ولم يتزوّج من بعدها.
- بعد استقالته من السلك العسكري بدأ العمل السياسي.

## في السياسة
- في العام 1968م، ترشّح في الانتخابات النيابية التي جرت في لبنان، وفاز بالمقعد الشيعي عن دائرة بيروت الثانية، في منافسة حامية مع رشيد بك بيضون الذي كان وزيرا للهاتف آنذاك.
- أثناء فترة نيابته، كان عضوا في لجنتي الخارجية والدفاع النيابيتين.[2]
- شارك في العام 1970م، بانتخابات رئاسة الجمهورية، وصوّت إلى جانب الرئيس الياس سركيس.
- ظلّ نائبا عن بيروت منذ العام 1968م وحتى العام 1972م، حيث أعاد ترشيح نفسه عن الدائرة الثانية في بيروت ولكنه خسر الانتخابات بفارق 23 صوتا.
- أعاد تأسيس رابطة آل الزين التي ولدت فكرتها في العام 1936م، فأعاد تجديد النشاط فيها في العام 1961م.

## وفاته
توفي في العام 2002م، عن عمر ناهز ال77 عاما.

## وصلات خارجية
كتاب : عبد المجيد الزين- لا مؤلف - لا ناشر